# Det negativa rummet
'Det negativa rummet är den del som inte är synlig i bild, det negativa rummet är allt som befinner sig utanför den synliga delen av ett bildutsnitt. I en halvbild befinner sig till exempel den del av en person som inte är synlig i bild i det negativa rummet. En person som befinner sig i bild kan till exempel föra en dialog med en annan person befinner sig i det negativa rummet. 